# Face It
Face It è un album in studio del gruppo musicale olandese Golden Earring, pubblicato nel 1994.

## Tracce
1. Angel – 3:41
2. Hold Me Now – 3:42
3. Liquid Soul – 4:06
4. Minute by Minute – 5:06
5. Johnny Make Believe – 4:44
6. Space Ship – 1:59
7. The Unforgettable Dream – 3:51
8. I Can't Do Without Your Kiss – 4:23
9. Freedom Don't Last Forever – 3:34
10. Maximum Make-Up – 4:40
11. Legalize Telepathy – 4:08

## Formazione
- Rinus Gerritsen - basso, tastiera, armonica, voce
- Barry Hay - voce, chitarra
- George Kooymans - chitarra, voce
- Cesar Zuiderwijk - batteria, percussioni